# 尼基塔·赫魯曉夫
尼基塔·谢尔盖耶维奇·赫鲁晓夫（俄语：Никита Сергеевич Хрущёв，羅馬化：Nikita Sergeyevich Khrushchyov，發音：[nʲɪˈkʲitə sʲɪˈrgʲejɪvʲɪtɕ xruˈɕːof] ⓘ；1894年4月15日—1971年9月11日），曾任苏联最高领导人、苏共最高领导人、苏联共产党中央委员会第一书记及苏联部长会议主席（政府首脑）等重要职务。
赫鲁晓夫于1956年的苏联共产党第二十次代表大会中发表“秘密报告”，对苏联前领导人约瑟夫·斯大林展开全面否定，披露了斯大林时期的统治问题，引起东欧动荡与1956年匈牙利事件。任期内，他实施去斯大林化政策，为大清洗中的受害者平反，苏联的各领域均为活化，尤其文艺获得解冻。
同时，赫鲁晓夫积极推行农业改革，使苏联的民生经济得到改善。在冷战中，赫鲁晓夫领导苏联与美国和西欧等资本主义国家对峙，曾多次访问美国。1962年，他策划的古巴导弹危机一度使苏联和美国站在核战争的边缘，但最终危机得以平息。1960年代，赫鲁晓夫与毛泽东交恶，因苏联与中华人民共和国关系恶化，撤销对中华人民共和国的援助计划。
1964年10月，当赫鲁晓夫在黑海之滨渡假时，苏共中央政治局委员列昂尼德·勃列日涅夫等人在莫斯科发动政变，赫鲁晓夫「被退休」，從此被迫淡出政坛至1971年在莫斯科逝世。
他的政治实践被称为“赫鲁晓夫主义”。

## 早年生活
赫鲁晓夫1894年4月17日出生于俄罗斯帝国库尔斯克省卡利诺夫卡。他的父母都是贫苦的农民，家里有一位年长两岁的姐姐。父亲不久就离家迁徙到顿巴斯一带工作，当过铁路工人、矿工和砖厂工人，挣到足够的钱后又返回家中。
赫鲁晓夫在卡里诺夫卡接受过四年的学业，他的老师丽迪娅·舍甫琴科使他接触到一些沙俄时代违禁书籍，并鼓励他继续接受教育。但家庭糟糕的經濟状况使他不得不离开学校，并于1908年随父母移居到顿巴斯城市尤索夫卡。14岁的赫鲁晓夫在工厂中成为一名优秀的钳工。他逐渐产生对政治的兴趣，1912年5月，赫鲁晓夫为勒拿河大屠杀中被杀害的金矿罢工者家属筹集了一笔捐款，当地警察局得知后通知他所在工厂的主管机构，工厂随后将他解雇。
之后赫鲁晓夫来到鲁钦科沃附近的矿井工作。期间他参与社会民主工党的宣传活动。他还曾一度打算移民美国。1914年第一次世界大战爆发，赫鲁晓夫因其优秀的技术工人身份，他被免召入伍。在此期间，他积极参加并领导当地的罢工和反战示威活动。1914年他与耶弗罗西尼娅·皮萨雷娃结婚。第二年，他们的女儿尤莉娅·赫鲁晓娃降生。两年后他们又生下一个儿子列昂尼德·赫鲁晓夫。
1917年彼得格勒爆发二月革命，俄罗斯皇帝尼古拉二世退位，俄罗斯帝国灭亡。同年5月29日，赫鲁晓夫当选为鲁钦科沃苏维埃主席。由于当时在乌克兰地区有多股政治势力，赫鲁晓夫自称他在当时还搞不清楚它们的立场，直到1918年他才选择加入布尔什维克阵营。有人认为他实际上更倾向于孟什维克立场。
1918年3月德奥聯軍占领乌克兰，赫鲁晓夫逃回老家卡利诺夫卡，年底他加入红军，并很快成政治委员。俄国内战带来严重的饥荒，赫鲁晓夫的妻子耶弗罗西尼娅·皮萨雷娃在他从军期间死于斑疹伤寒。内战结束后，赫鲁晓夫重返顿巴斯鲁钦科沃的煤矿工作。

## 政党干部

### 在顿巴斯的生活
1921年弗拉基米尔·列宁开始实行新经济政策。赫鲁晓夫在鲁钦科沃煤矿担任副主任期间取得很大的成功，于是他不久就被任命到附近的帕斯图赫夫煤矿担任主管，但是他没有接受任命，而是申请去刚刚开办的工人培训班学习（这个培训班后来成为顿涅茨克国立工业大学）。由于政治事务缠身，他的老师认为他的学习成绩并不理想。1922年赫鲁晓夫和马鲁西娅结婚，但两人很快又离婚。不久后他又与乌克兰裔共产党人尼娜·彼得罗夫娜·库卡尔晓克结婚，但两人却一直未做结婚登记，直到1965年赫鲁晓夫下野为止。1923年12月，赫鲁晓夫参加尤索夫卡地区共产党委员会的第四次会议，同月他加入委员会成为政府官员中的一员。他一开始曾短暂的支持列夫·托洛茨基的反对派，反对时任总书记约瑟夫·斯大林的政治路线，然而对此赫鲁晓夫本人事后从未承认。1925年7月，赫鲁晓夫被任命为斯大林诺（以前的尤索夫卡）附近的彼得罗夫-马林斯基区的党委书记。不久之后，他又作为斯大林诺的几位代表之一参加在莫斯科举行的苏联共产党第十四次代表大会。

### 卡冈诺维奇的门徒
1925年，在乌克兰党委书记拉扎尔·卡冈诺维奇的提拔下，赫鲁晓夫迅速提升，1926年12月他被提升为斯大林诺共产党委员会的组织部部长与斯大林诺党组织的副书记。9个月后，赫鲁晓夫帮助安排自己上司莫伊谢因科的下台。1928年卡冈诺维奇将他调到乌克兰首府哈尔科夫，并提拔他成为乌克兰中央委员会组织部部长。不久后又将他调往基辅。1929年赫鲁晓夫跟随卡冈诺维奇来到莫斯科，进入斯大林工业学院继续接受教育。虽然最后他没有完成学业，但在政治上却飞黄腾达。当时工业学院正充满反斯大林的“右派分子”，赫鲁晓夫积极响应学校党委攻击那些右派分子，并协助《真理报》指控和告发他们，他自己则很快成为学校所在的鲍曼地区的会议主席。在学校期间赫鲁晓夫还结识斯大林的妻子娜杰日达·阿利卢耶娃，他在回忆录中将她称为自己“幸运的彩票”，并认为她会在斯大林面前提到自己的表现。但也有人认为当时赫鲁晓夫的地位还很低，起到关键作用的人物其实是卡冈诺维奇。1930年赫鲁晓夫成为莫斯科最大的区克拉斯诺普雷斯奈斯基区的党委书记；1932年他成为莫斯科党组织在卡冈诺维奇身后的第二书记；1934年他被任命为莫斯科市的党组织领导并入选苏共中央委员会。在此期间，赫鲁晓夫和卡冈诺维奇全力投入莫斯科地铁的修建工作。一次他们要求工人连续工作48小时，并无视技术人员坍塌危险的警告，结果导致严重的事故，这些事故最后只是作为为伟大事业服务的英雄主义事迹记录而已。尽管地铁的修建未能在计划日期内完成，赫鲁晓夫还是因为自己表现而被授予列宁勋章。1935年他被任命为莫斯科州州委第一书记。

### 卷入大清洗

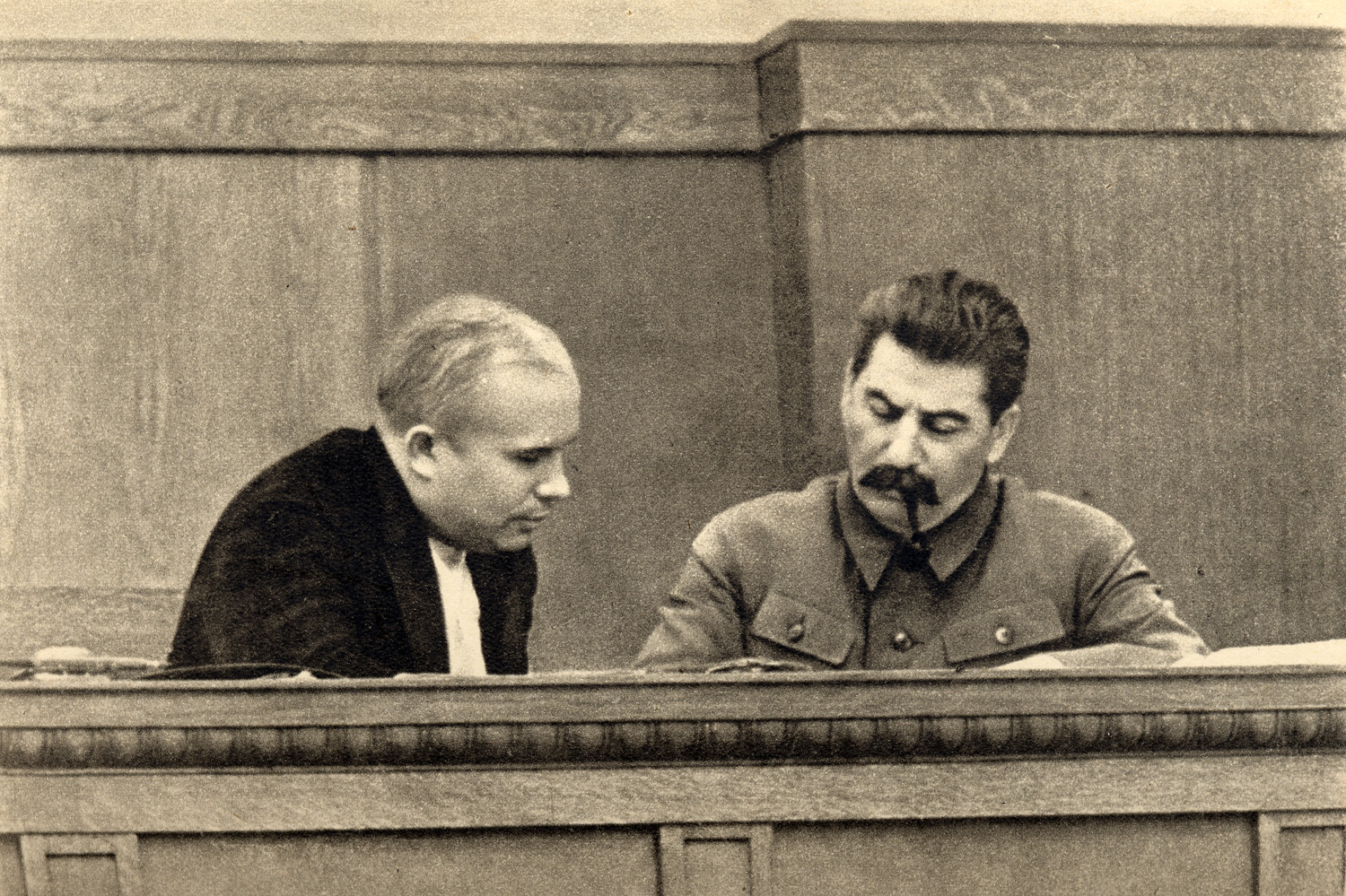
赫鲁晓夫和斯大林，1936年

1934年，苏联共产党总书记斯大林发起对党内的大规模政治清洗，赫鲁晓夫则是斯大林路线最起劲的鼓吹者之一。在审判期间他要求处死格里戈里·季诺维也夫与列夫·加米涅夫：“任何一个对我们国家所取得的成功、对我党在伟大的斯大林同志领导下所取得的胜利感到欢欣鼓舞的人都会发现，对于这些托洛茨基-季诺维耶夫集团唯利是图的法西斯走狗，我们只有一句话，就是处死他们。”赫鲁晓夫还协助逮捕并消灭他自己的同事与朋友。在莫斯科市委和省委党组织的38名高级官员中，只有3人得以幸免。在莫斯科地区的其他城市与地区的总共146名党委书记中，有136人“被镇压”。赫鲁晓夫的回忆录中说“几乎所有和我一起工作的人都遭逮捕。”按照程序，清洗行动必须得到赫鲁晓夫签发的逮捕令，而在帮助他的朋友与同事方面他却做得很少，甚至什么都没有做。1937年6月27日，政治局确定在莫斯科州抓捕3.5万名"敌人"的定额，其中要执行枪决的大约有5000人。赫鲁晓夫则要求将生活在莫斯科的约2000名前富农消灭，以部分完成规定的定额。7月10日，他向斯大林报告说莫斯科省市已经逮捕约41304名“罪犯与富农分子”。在同一份文件中，他自己圈定8500名应该执行死刑的“第一类”敌人。但赫鲁晓夫也很快遇到麻烦，他向卡冈诺维奇坦白他在1923年与托洛茨基主义的关系，后者催促他向斯大林说出这些事情。斯大林接待赫鲁晓夫，起初斯大林劝他在党员大会上不要提及这件事，但是在维亚切斯拉夫·莫洛托夫的建议下，又认为他最好还是在公开场合坦白。于是赫鲁晓夫在大会上供认自己曾经的「反動」行为，并补充说斯大林“知道我犯的错误”，结果他的“坦白”赢得大家的掌声，并立即被重新选入党委。
1937年底，斯大林任命赫鲁晓夫为乌克兰第一书记。赫鲁晓夫于1938年1月到达乌克兰首府基辅。在他到来后，乌克兰的政治清洗步伐明显加快。1938年就有106119人被逮捕，而在1938年－1940年被捕人数达到165565名。乌克兰共产党政治局与书记处中除了一人外所有的成员都被逮捕，整个政府机构被更换。然而赫鲁晓夫也意识到被清洗的人中有相当部分是无辜的，他在第十四届乌克兰党代会上说：“同志们，我们必须撕下所有人民敌人的伪装，将他们无情地打倒。但是我们不能让一个忠诚的布尔什维克受到伤害。我们必须與造谣中伤者进行斗争。”

## 苏德战争

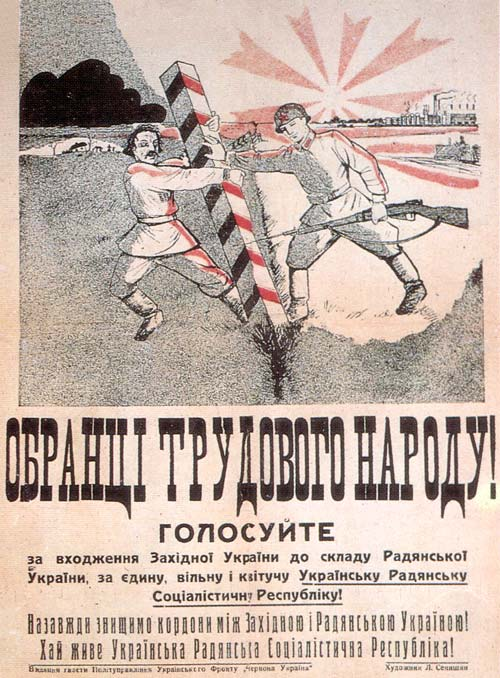
苏联宣传画。号召西乌克兰人民投票加入乌克兰苏维埃社会主义共和国。

### 占领波兰领土
1939年8月，苏联和纳粹德国签署《苏德互不侵犯条约》，纳粹军队于9月1日向波兰发动进攻，9月17日苏联军队向西进入波兰东部，赫鲁晓夫则陪同苏军入境。由于占领区内的乌克兰少数族裔曾受到波兰当局的压迫，他们对入境的苏军表示热烈的欢迎，并希望能在苏联的支持下获得民族独立。赫鲁晓夫的任务则是让西乌克兰人民“自愿”的投票加入苏联。期间他们组织会议、游行和示威活动，甚至在选举舞弊。同时他们解散乌克兰的教育与宗教机构，逮捕具有影响力的知识分子。同年11月1日，西乌克兰加入苏联的乌克兰苏维埃社会主义共和国。然而赫鲁晓夫用东乌克兰官员管理西乌克兰组织、推行农业集体化等政策使当地人对苏联的统治逐渐疏远。

### 对德作战
1941年6月22日纳粹德国突然入侵苏联，赫鲁晓夫此时正在基辅任职。斯大林任命他为红军政治委员，他的职权与司令一样，没有他的签署不能发布任何命令。斯大林下令赫鲁晓夫所在的红军西南方面军死守基辅，可是红军在基辅遭到德军的围歼，赫鲁晓夫和谢苗·布琼尼、谢苗·铁木辛哥等将领突围逃离。德国称他们在基辅战役中抓获65.5万名俘虏，根据苏联的说法，被围苏军在677085人中只有150541人突围逃脱。格奥尔基·朱可夫元帅在回忆中称，当他在战前试图说服斯大林应该撤退时，赫鲁晓夫对斯大林说基辅是可以守住的。而赫鲁晓夫回忆录则说自己和布琼尼决定调动军队以防止德军的包围，直到铁木辛哥从中央赶来接替布琼尼的位置。他在回忆录痛心疾首的说：“这一切从军事观点来看是很不理智和无知的。我很难找到合适的措辞。对于『寸步不让！』的口号存在着不正确的、错误的理解。这就是寸步不让的下场。我们没能抢救这些部队，没有把他们撤走，结果就这么丧失了……这原本是可以避免的啊！”
1942年5月12日，铁木辛哥和赫鲁晓夫向哈尔科夫一带的德军发起一场大规模反攻，共有64万红军投入战斗，史称第二次哈尔科夫战役。刚开始几天反击进展的十分顺利，然而在5月17日德军从侧翼发起钳型攻势，使苏军陷入危险的境地。由于斯大林拒绝撤销反攻计划，苏军最终遭到德军的围歼，共损失26.7万人，其中被俘20多万人。战后斯大林解除铁木辛哥的职务，解散西南战区，并将赫鲁晓夫召回莫斯科。斯大林并没有处分赫鲁晓夫，而是将他再次派往前线。
赫鲁晓夫于1942年8月抵达斯大林格勒前线，不久之后斯大林格勒战役打响。他的主要工作是检查部队的战备与士气情况，亲自审讯德国俘虏，征召战俘中的一些人进行宣传工作。期间赫鲁晓夫有一次险些被炸死。他还和安德烈·叶廖缅科提出一份反攻计划，可最高指挥部和总参谋部已经在他们之前接受朱可夫的天王星行动。苏军最终以重大伤亡为代价守住城市，并将德国第6集团军约33万德军全部围歼。
而就在斯大林格勒战役结束不久之后，一场家庭悲剧向赫鲁晓夫袭来，1943年3月11日他的儿子列昂尼德，一名飞行员，在战斗中坠机身亡。关于列昂尼德的死因谣言很多：一种传言说列昂尼德在飞机坠落时幸存下来，被德国人抓获，后来他投靠德国人，直到斯大林命令苏联军队将他抓获并处死。有人说，尼基塔·赫鲁晓夫曾恳求留他儿子一命，但斯大林拒绝他的恳求。然而历史研究人员在德国人对苏联战俘的审讯记录中没有找到列昂尼德的任何迹象。列昂尼德的战友查莫林中尉后来也承认他隐瞒一个事实，就是他看见列昂尼德的飞机解体，他这么做的目的好像是为了躲避政治局成员的儿子的死亡可能给他带来的责任。同年列昂尼德的妻子柳芭·赫鲁晓娃被内务机关逮捕，并判在劳改营裡服刑5年。她的女儿尤莉娅由尼基塔·赫鲁晓夫夫妇来抚养。
1943年6月，赫鲁晓夫随军参加库尔斯克战役。他对莫斯科总指挥部声称德军一个逃兵告诉他德国军队准备第二天发起进攻，然而这被他的传记作者认为是有夸大的成分的。同年11月，他随苏军收复基辅。不久后赫鲁晓夫被任命为乌克兰人民委员会主席，并继续担任该共和国党的中央委员会第一书记。

## 发迹

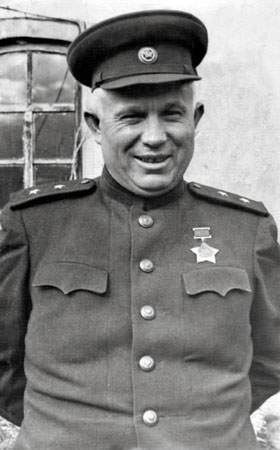
赫鲁晓夫，1943年

### 重返乌克兰
蘇德战争给乌克兰带来巨大的损失：丧失大约530万人，1.6万工业企业和2.8万集体农庄被摧毁。赫鲁晓夫重返乌克兰后，他致力于重新加强党的控制，重建集体农庄，打击西乌克兰地区的民族主义游击分子。1944年苏军重新占领西乌克兰，征召75万名軍人。所有19到50岁的男人不论健康情况，都在几个月的简单軍事训练后被投入战场。另一些乌克兰人抵制征兵，他们选择加入民族主义游击队。赫鲁晓夫忙于奔走各地，期间他还拜访自己的故乡卡利诺夫卡。他曾多次提议扩张乌克兰的领土，但这些建议均被斯大林拒绝。赫鲁晓夫因为乌克兰地区的重建工作而获得奖赏，1944年4月50岁生日时，他获得第二枚列宁勋章。
赫鲁晓夫在西乌克兰地区推行农业集体化，这引起当地人民的不满，他们在武装民族主义分子的帮助下对集体化进行抵制。赫鲁晓夫对乌克兰起义军等民族武装分子实施积极的镇压，1944年2月到1946年5月间，苏联军队和警察一共报告杀死110825名“匪徒”，逮捕250676人，在1944年到1952年间，西乌克兰有60万人被逮捕，其中三分之一被处决，其余三分之二则被囚禁和流放。赫鲁晓夫同时逮捕天主教负责人，解散天主教教堂，并使其日后与俄罗斯东正教合并。他还曾策划对天主教神父的暗杀活动。
1945年，一场大规模的旱灾降临乌克兰。而此时国家却在1946年提高粮食的上缴配额，其中部分是供应给东欧的共产盟国的。这导致乌克兰地区的严重饥荒，并多次出现人食人的惨象。赫鲁晓夫于1946年10月15日写信给斯大林，要求减少谷物上缴的配额。12月，他向斯大林建议发放供应卡，以保障农村人口有最低的食物保障，却遭到斯大林的怒骂。赫鲁晓夫亲自来到莫斯科，斯大林最终同意向乌克兰提供有限的食品援助。但这也使赫鲁晓夫失去斯大林对他的信任。1947年3月，斯大林将卡冈诺维奇派往乌克兰协助他的工作，乌克兰中央议会将卡冈诺维奇推举为第一党委书记。
卡冈诺维奇到达基辅以后，赫鲁晓夫病倒。有人指稱他好像是「政治病」，事实上，他得了感冒，后来转型为肺炎。他的子女称他的病情一度十分严重。赫鲁晓夫康复以后，在医生的建议下，他带领全家来到拉脱维亚的海滩休息。1947年末卡冈诺维奇被召回莫斯科，赫鲁晓夫重新成为乌克兰第一党委书记。他在乌克兰的最后两年十分顺利。1947年和1948年的粮食收成超过计划目标。到1949年中期，集体化已经合并了农民60%的财产。为了实现他“消灭城乡差别”的理想，赫鲁晓夫还试图将集体农场合并为农业城市，他建立一个样板点并于1949年10月献给斯大林，作为他70岁的生日礼物。赫鲁晓夫在回忆中给予乌克兰人很高的评价：“我在乌克兰的最后一年是1949年……这也是我最惬意的一年。我们在农业上取得的成功在全国人民眼里提高乌克兰的地位与我们乌克兰领导人的愿望……不过，将功劳归到我个人的名下是远远不够的。我自己就是俄罗斯人，我不想贬低俄罗斯人，但是我必须将我们的功劳归结于乌克兰人民。”

### 斯大林的最后岁月
1949年，斯大林将赫鲁晓夫从乌克兰召往莫斯科，这样做的目的可能是为了平衡拉夫连季·贝利亚、格奥尔基·马林科夫等人的权力，后两者被普遍视为斯大林的接班人。在最后几年里，斯大林大幅减少党的会议，处理公务基本上都是在通宵达旦的宴会上进行。斯大林习惯将核心集团（贝利亚、马林科夫、赫鲁晓夫、布尔加宁等人）召集到克里姆林宫看他最喜欢的美国西部牛仔电影，然后于凌晨1点左右到自己的别墅中聚餐，并经常将赫鲁晓夫等人灌得酩酊大醉。斯大林还喜欢叫他们跳舞取乐，赫鲁晓夫不得不为斯大林表演乌克兰的传统舞蹈戈帕克。
在此期间，贝利亚和马林科夫利用列宁格勒案件逮捕并处决他们的竞争对手。而斯大林发动的医生案件又使他们陷入麻烦。赫鲁晓夫则在他们之间巧妙的处理关系，巩固自己的权力。在担任莫斯科党委书记期间，赫鲁晓夫用预制混凝土住宅对莫斯科的住房进行革命性的改造，解决市内的住房危机问题。这种廉价而简约的住房后来被称为“赫鲁晓夫楼”。同时他还积极筹划将莫斯科附近的集体农场合并为更大的农业城市，即使这样大的规模使其无法实施有效的管理。在1951年3月4日的《真理报》上，赫鲁晓夫关于农业城市化的讲话稿整整占据两个版面。但斯大林并不喜欢他的建议，真理报立即修正观点。在4月的莫斯科党的全体会议上，众人纷纷对赫鲁晓夫大加鞭挞。然而幸运的是，斯大林最后对他的处理是相当轻的。
1953年3月1日，斯大林出现严重的中风。赫鲁晓夫等人轮流值班守在斯大林的身边。3月5日，斯大林终于离开人世。赫鲁晓夫在回忆录中评价道：“斯大林把不同意他看法的人当作『人民公敌』。他说，他们想要恢复旧秩序，为此目的，『人民公敌』和国际反动势力勾结在一起。结果几十万诚实的人因此丧生。那些日子里，每个人都生活在恐惧之中……这一切现在竟能被原谅和遗忘？永远不会！”

### 权力斗争
斯大林去世后，由马林科夫担任新的部长会议主席（政府首脑），贝利亚则掌管秘密警察力量和国家核导弹计划。1953年3月14日，赫鲁晓夫取代马林科夫成为中央委员会书记处排名第一的书记，但此职务的权力仅集中宣传和意识形态上，政治和经济事务则落入马林科夫和贝利亚手中。刚刚上台后不久，贝利亚就发动一系列大胆的自由化改革：实施大赦，将劳改营中数百万被关押的政治犯释放并平反；终止对苏联内各加盟共和国的俄罗斯化政策，恢复本民族语言的地位；并酝酿使东德和西德合并为一个中立的德国。赫鲁晓夫认为贝利亚迟早会害死他们，于是他表面上顺应贝利亚，而背地里却和马林科夫、伏罗希洛夫、卡冈诺维奇、莫洛托夫等人密谋将其推翻。6月26日的克里姆林宫会议上，马林科夫等人突然展开对贝利亚的围攻，并在莫斯卡连科、朱可夫等军人的协助下将他逮捕。又于12月18日以叛国罪、恐怖主义和反革命罪将贝利亚处决。
贝利亚被处决后，马林科夫逐渐加强自己在政府中的影响力，而赫鲁晓夫则不断增强自己在党内的权势。1953年8月，马林科夫提出降低税收、增加国家对谷物的采购价格、鼓励农民经营小块自留地的农业政策。赫鲁晓夫为夺回声望，于是在9月提出更高的采购价格、强化农民自留地等政策，并进一步计划开垦哈萨克斯坦和西伯利亚的荒地（處女地運動）。1954年春夏期间，赫鲁晓夫鼓动30多万志愿者来到东部垦荒，由于缺乏调查和准备，这场运动在几年内演变为农业和生态上的灾难。赫鲁晓夫还对公众开放克里姆林宫，在民众中巨大的反响。在此期间，暗中搞垮马林科夫的计划也在秘密进行着。赫鲁晓夫让法院调查团追查1949年发生的列宁格勒案件，他知道这起调查最终会把马林科夫牵扯进来。1954年间，赫鲁晓夫逐渐赢得布尔加宁、莫洛托夫、卡冈诺维奇、伏罗希洛夫、高扬等人的支持。1955年2月的最高苏维埃会议上，赫鲁晓夫及其支持者指控马林科夫对列宁格勒案件中的责任，最终马林科夫被解除部长会议主席职务。
搞垮马林科夫后，赫鲁晓夫与莫洛托夫的矛盾逐渐升级。莫洛托夫反对赫鲁晓夫的垦荒政策，他更倾向于对已耕作的土地进行投资，同时他还对赫鲁晓夫住房政策表示不满。在外交政策上，莫洛托夫坚持认为南斯拉夫为修正主义国家，而赫鲁晓夫率领的代表团却抛下莫洛托夫于1955年5月主动访问贝尔格莱德。在7月的全体会议上，赫鲁晓夫和苏共中央主席团（政治局）的所有其他成员对莫洛托夫展开围攻，莫洛托夫被迫认错。赫鲁晓夫没有立即清算莫洛托夫，会议后他依然担任外交部长和主席团成员。

## 领导苏联

### 巩固权力

#### 秘密报告
1955年底时，数以千计的政治犯从古拉格劳改营中被释放回家。在苏共党代会之后，平反政策落实的人数已达到几十万人。在搜集材料、促使重审案件和释放犯人的工作中，赫鲁晓夫发挥带头作用。他还建议调查并通报斯大林的罪行。这引起莫洛托夫、卡冈诺维奇等人的反对。
1956年2月14日，苏联共产党第二十次代表大会在莫斯科克里姆林宫召开。参加会议的有苏联的1355名代表、来自55个国家工人政党使节和所有东欧社会主义国家领导人。在会上，赫鲁晓夫数次抨击党内存在的个人崇拜现象，但没有提到斯大林的名字。2月25日党代会结束后，代表们突然收到通知，参加一次事先没有计划的秘密会议。在秘密报告《关于个人崇拜及其后果》中，赫鲁晓夫情绪激动的谴责斯大林大清洗和驱逐少数族裔的罪行，猛烈抨击他农业政策带来的灾难，还攻击他军事指挥上的无能，并在最后表示要重新回到列宁主义的路线上来。讲话共持续四个小时，报告的内容使代表们大为震惊，以至于“会场内一片寂静，连针掉在地上的声音都能听见”。会议结束时，赫鲁晓夫要求代表们“不要把话题扩散到党外，更不用说媒体了”。然而在3月，赫鲁晓夫将一份报告文本作为材料发放到党组织裡，供700万党员和1800万共青团员讨论学习。同时，以色列情报机构在华沙获得秘密报告文本，并于4月送到美国中央情报局手里。1956年7月4日，《纽约时报》将其刊登。秘密报告的公开给社会主义阵营带来一波猛烈的政治震荡，引发苏联国内及其卫星国的一系列骚乱。
赫鲁晓夫秘密报告的发表，引起格鲁吉亚民族主义者和斯大林主义者的强烈不满。他们在纪念斯大林逝世三周年之际，在第比利斯和其他大城市举行对斯大林的悼念活动，并逐渐转化为针对秘密报告的抗议和示威。1956年3月4日起，第比利斯的示威者高举斯大林画像，高呼“斯大林主义万岁”、“打倒赫鲁晓夫”等口号，并强制征用公共汽车和电车在市内游行。3月10日，苏联当局使用部队和坦克驱散游行，部队和示威人群发生冲突，最终士兵向人群开枪。由于官方没有正式报告，估计的伤亡人数大约在106人 至800人 之间，有数百人受伤，超过200人被逮捕。
毛泽东领导下的中国政府在1963年相继发表九评苏共中央公开信，谴责赫鲁晓夫的批判斯大林与搞经济改革，是背叛马克思列宁主义并搞修正主义即假社会主义。霍查领导下的阿尔巴尼亚公开支持中国，金日成领导下的朝鲜也在内部赞成中国，社會主義國家陷入大分裂。苏修这一称号一直延续到1980年代邓小平和阿利雅在肅清了極左後才废止不用。

#### 东欧骚乱
1956年，因肺病在莫斯科疗养的波兰人民共和国领导人博莱斯瓦夫·贝鲁特在读到赫鲁晓夫的一份秘密报告文件时，突然心脏病发作，于3月12日逝世。面对波兰国内日渐升温的反苏和反俄罗斯情绪，赫鲁晓夫于3月来到华沙参加贝鲁特的葬礼，并向波兰政府做出含糊其词的解释。1956年6月28日，波兹南发生大规模的罢工和游行活动。示威者打出“我们要面包”的标语，要求波兰当局提升工人工资和减少税收。由于政府缺乏谈判的诚意，游行最终演变为骚乱。29日波兰政府派出装甲部队进入波兹南，并与次日平息骚乱。据官方统计，波兹南事件共造成74人死亡，800人受伤，658人被拘捕。
1956年7月，波兰二届七中全会推举曾因“右倾民族主义”入狱的瓦迪斯瓦夫·哥穆尔卡担任波兰领导人，并解除苏联派来的康斯坦丁·罗科索夫斯基国防部长的职务。闻讯后的赫鲁晓夫立即向波党提出进行磋商的邀请，但波党以将召开八中全会为由拒绝邀请。10月19日赫鲁晓夫突然单方面飞抵华沙，他一下飞机就愤怒的向波兰代表大吵大嚷，同时苏联军队也在向华沙推进。在哥穆尔卡的说服下，赫鲁晓夫最终同意苏军将不使用武装干涉，并将罗科索夫斯基调回苏联。
1955年，匈牙利人民共和国斯大林主义领导人，匈牙利劳动人民党总书记拉科西·马加什以“右翼分离主义”的罪名将有改革思想的部长会议主席纳吉·伊姆雷开除出党，这使匈牙利变成一个火药桶，而赫鲁晓夫的秘密报告则将匈牙利彻底点燃。1956年10月23日，布达佩斯学生举行规模浩大的游行示威，庆祝哥穆尔卡在波兰的上台，要求匈牙利也进行类似的改革，重新任命纳吉为部长会议主席（总理）。示威群众还将斯大林雕像推倒。当天深夜匈牙利安全部队向示威人群开枪。10月24日早晨，苏军的坦克开进布达佩斯，这却使匈牙利的矛盾全面激化。10月30日，赫鲁晓夫在朱可夫等人的建议下决定撤出匈牙利的苏军。然而匈牙利的局势已经完全失控，愤怒的群众袭击布达佩斯共产党总部，并将数位安全警察处以私刑。同时纳吉呼吁匈牙利退出《华沙条约》组织。赫鲁晓夫在经历一番犹豫之后于10月31日发出命令，苏军随后再次进入匈牙利。11月4日，革命最终被苏军镇压。匈牙利有2500人死亡，13000人受傷。纳吉也于1958年被处决。

#### 清除“反党集团”
东欧的骚乱使赫鲁晓夫声望受损，他的反对者则借机迅速联合起来，莫洛托夫、卡冈诺维奇、伏罗希洛夫、马林科夫、布尔加宁以及赫鲁晓夫的门徒季米特里·谢皮洛夫密谋，共同向赫鲁晓夫发难。1957年6月18日，布尔加宁招呼赫鲁晓夫参加在克里姆林宫举行的部长会议会议。会议上，莫洛托夫、卡冈诺维奇、马林科夫向赫鲁晓夫展开猛烈的批评和围攻，反对派的人数优势使之陷入十分不利的境地。赫鲁晓夫和米高扬于是采用拖延战术，将会议延迟到第二天。19日，由于任命过很多地方官员，赫鲁晓夫要求召开中央委员会全体会议，他的支持者也准备将委员们运送到莫斯科来。6月22日全体会议召开，会上朱可夫严厉的指责莫洛托夫、卡冈诺维奇、马林科夫在斯大林时代大清洗中的罪行，反对派最终被击败。赫鲁晓夫指控反对派为“反党集团”，并将他们从中央主席团驱逐出去。莫洛托夫被降职为苏联驻蒙古大使，其他反对派成员也被远调至莫斯科以外的地方任职。
朱可夫元帅在协助赫鲁晓夫清除“反党集团”后成为了苏共中央主席团（政治局）的重要成员，个人威望日渐升高，这引起赫鲁晓夫的怀疑和恐惧。1957年10月19日，当朱可夫踏上前往巴尔干的航程时，赫鲁晓夫在一些主要将军的支持下，于主席团通过一项谴责朱可夫的决议。朱可夫闻讯于五天后返回莫斯科，中央委员会全体会议对他展开一致的批评，并撤销他国防部长的职务。

### 国内政策

#### 政治改革
赫鲁晓夫上台后，国家安全机关成员的审判特权被废除，对政治犯的起诉只得通过地方党委。赫鲁晓夫在任期间没有大的政治案件发生，对政治犯罪的起诉至多数百宗。对异议人士的惩罚手段也换成使之失业、解除大学职位、开除出党等方式，或以“社会威胁”为由强制入院治疗。1958年，赫鲁晓夫将中央委员会会议的人数扩大到数百多位官员。1962年，赫鲁晓夫将省的党委划分为两个平行的机制，它们分别负责农业和工业。这在某种程度上带来管理上的混乱，但也避免权力的过度集中。

#### 经济改革
赫鲁晓夫执政期间，尝试对苏联的经济，特别是农业进行改革。为了扩大谷物生产，赫鲁晓夫提出开垦荒地的办法。1954年2月党中央全会通过决议，决定在哈萨克和西伯利亚大规模开垦荒地。从1954年到1958年间，政府为开荒投资67亿卢布，动员数十万志愿者到东部地区落户，共开垦出4000万公顷的土地。1958年苏联农业丰收，垦荒区共收获谷物5850万吨，占当年全苏粮食总产量的40％以上。但垦荒政策也带来生态上的灾难，60年代初垦荒区风沙侵蚀日益严重，几十万公顷新开垦的土地被破坏。
1958年6月，苏联政府取消集体农庄对国家的义务交售制，把它改为农产品采购制，并提高农产品的收购价格。从1952年到1964年期间，国家收购各种谷物的平均价格指数提高7.48倍，收购畜产品的价格指数提高15.69倍。1955年起，国家放宽对农牧业的生产管理，只下达国家收购各类农畜产品的数量指标，农庄有权自行安排生产，同时还鼓励庄员发展副业经济，允许庄员拥有自留地和饲养一定数量的牲畜。1958年2月，党中央接受赫鲁晓夫的报告，决定将拖拉机等农业机器卖给集体农庄，并将机器拖拉机站改组为机器修配站。到1959年，绝大多数集体农庄被强制买下农业机器。这种匆忙的做法打乱农庄的决策进程，结果使农庄购买大批机器，却不能充分利用它。
赫鲁晓夫看到美国种玉米对发展畜牧业收益甚大，于是强行要求在苏联扩大玉米的种植面积。1953年全苏的玉米播种面积只有350万公顷，赫鲁晓夫却要求到1960年扩大为2800万公顷，八年中要增加七倍。由于玉米是干热气候作物，而苏联很多地区日照量不够，玉米经常结不了穗。赫鲁晓夫的玉米种植计划遭到集体农庄庄员的消极抵制，最终彻底破产。1957年5月，赫鲁晓夫突然提出，苏联的人均牛奶和黄油的产量将在1958年赶上美国，人均肉类产量将在1961年赶上美国。而此时苏联的人均肉产量和美国相比有很大的差距。赫鲁晓夫不断对地方施加压力，要求各州采取果断措施提高肉类产量。梁赞州委第一书记拉季奥诺夫向赫鲁晓夫大胆保证：梁赞州将在1959年内使肉类产量增加一倍，出售给国家的肉类数量增加二倍。一年内拉季奥诺夫依靠宰杀州内所有牲畜、到邻州抢购牲畜、虚报产量等手段以完成指标。赫鲁晓夫对拉季奥诺夫大加赞赏，并授予他列宁勋章和“社会主义劳动英雄”的称号。但是没过多久骗局就被揭穿，拉季奥诺夫自杀身亡。
赫鲁晓夫的农业改革取得积极的成果。1951年－1955年间，苏联的粮食的年平均产量为3850万吨，1961年－1965年间，年平均产量达到1.303亿吨，增长近50％。肉类的年平均产量由570万吨变为930万吨，增加60％以上；奶类年平均产量由3790万吨变为6470万吨，增加70％以上。农庄庄员的生活明显改善，1955年的平均月收入为25卢布，1965年达到51.3卢布。但苏联农业的粗放经营、低劳动生产率并没有被改变，农业产量受气候影响波动很大。1953年－1958年期间，农业产量的年平均增长率达到6.8％；而在1958年－1964年间，农业产量的年平均增长率只有1.7％。
在斯大林时期，苏联工业绝大部分以计划经济的方式由国家集中管理。赫鲁晓夫陆续把1.5万个中央直属企业下放到加盟共和国管理，同时扩大加盟共和国的管理权限。这次改革没有从根本上改变国家管理企业的行政办法，没有扩大企业的经营自主权，滋生地方本位主义等问题。尽管如此，苏联工业仍取得明显的进展。1951年－1965年间，苏联工业的年平均增长率达到10.7％。钢的产量从3810万吨增长为8500万吨，煤从3.2亿吨增为5.5亿吨，石油从5280万吨增为2.23亿吨，电力从1340亿度增为4590亿度。工人的生活得到改善，平均月工资从1955年的76.2卢布上升到1965年的104.2卢布。
1959年，作为苏联经济改革的一部分，赫鲁晓夫在苏联首都莫斯科举行“美国商品展览会”，将百事可乐等美国著名商业品牌引进苏联国内与东欧市场，同时与时任美国副总统理查德·尼克松进行“厨房辩论”。
1961年6月底，蘇聯共產黨黨綱草案發表，草案不再把建設共產主義作為最終目標，而是將它列為當前任務。黨綱規定蘇聯的人均GDP要在1970年超越美國，1970年至1980年蘇聯向共產主義高級階段過渡，1980年前水、電、煤、每日主餐等全部免費供應。
赫鲁晓夫在苏联国内开启的经济改革在1968年列昂尼德·伊里奇·布里茲涅夫镇压捷克斯洛伐克布拉格之春后陷入停滞。

#### 军事和航空
赫鲁晓夫重视战略核武器的作用，大量裁减陆军和海军。1955年－1957年苏联单方面将军事力量削减超过200万人，1958年裁减30万人，1961年赫鲁晓夫宣布继续裁减120万人的军队。这引起苏联军界人士的极大不满。1957年10月4日苏联成功发射第一颗地球人造卫星史普尼克一号，标志着美国苏联太空竞赛的正式开端。1961年4月12日苏联宇航员尤里·加加林乘坐东方1号进入地球轨道，成为第一位进入太空的人类，显示苏联强大的国力和先进科技。

#### 文艺自由化
斯大林去世后，苏联的文化艺术领域逐渐解冻。赫鲁晓夫在任期间，一些具有改革思想和批评苏联现状的作品得到发表，他本人则致力于平衡自由主义和保守主义的关系。作家弗拉基米尔·杜金采夫于1956年发表长篇小说《不单单是为了面包》，讲述理想主义的工程师被冷酷的官僚所毒害的故事。同年11月文学年鉴《莫斯科文学》出版，其中的部分诗歌表达了去斯大林化的积极影响。赫鲁晓夫担忧知识分子的自由化倾向，他批评杜金采夫的文章“某些章节写的很有力度”，但“思想基础是错误的”。同时他还多次指责《莫斯科文学》是“意识形态谬误的”。1957年，鲍里斯·帕斯捷尔纳克的小说《齊瓦哥醫生》由于在苏联国内遭拒绝出版，被偷运到意大利米兰发表，这使他获得1958年的诺贝尔文学奖，却被苏联的保守主义者视为叛徒行径，《真理报》将其作品批判为“低级反动的作品”，苏联作家协会也开除了他的会籍。同时，赫鲁晓夫发起批判帕斯捷尔纳克的运动，但在回忆录中，他宣称“对《齊瓦哥醫生》感到矛盾，一度考虑同意出版，后来又对未能出版感到后悔。”赫鲁晓夫下台后看了这部小说，他重新评价道：“我们不应该禁止它。我本应该亲自看看这本小说，里面并没有什么反对苏联的意思。”1962年，亚历山大·索忍尼辛描写劳改营生活的中篇小说《伊凡·杰尼索维奇的一天》得到赫鲁晓夫的推崇，同年12月在赫鲁晓夫的建议下，苏共中央主席团允许将其改版后公开发表。
1962年12月，赫鲁晓夫参观在莫斯科马奈日展览厅举行的先锋派美术展。观赏后赫鲁晓夫大发雷霆，他将艺术家的作品形容为“狗屎”。一周之后，《真理报》撰文呼吁净化文艺领域，这引起画家、作家和电影工作者的抵制，赫鲁晓夫再一次将怒气发泄到他们身上。尽管如此，艺术家中没有人因此而被逮捕和被放逐，马奈日艺术展依然保持开放。

### 外交

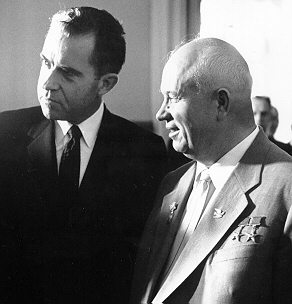
美国副总统理查德·尼克松会见赫鲁晓夫，1959年

#### 美国和西欧
1956年11月18日在位于莫斯科的波兰大使馆欢迎哥穆尔卡的招待会上，赫鲁晓夫曾对西方国家的外交官当面声称“我们要埋葬你们”（Мы вас похороним!），这被西方世界普遍视为赫鲁晓夫敌对态度的信号。赫鲁晓夫事后对此作出解释：“如果我想要把你们每个人都埋葬，那我一辈子都埋不完，我是的确说过这个，但是有人故意歪曲了我的讲话。这并不是说我何时要将何人的肉体埋葬，而是历史发展中社会制度的改变。”又說“我说过，从历史的发展和历史的观点来看，资本主义要被埋葬，共产主义将代替资本主义。”

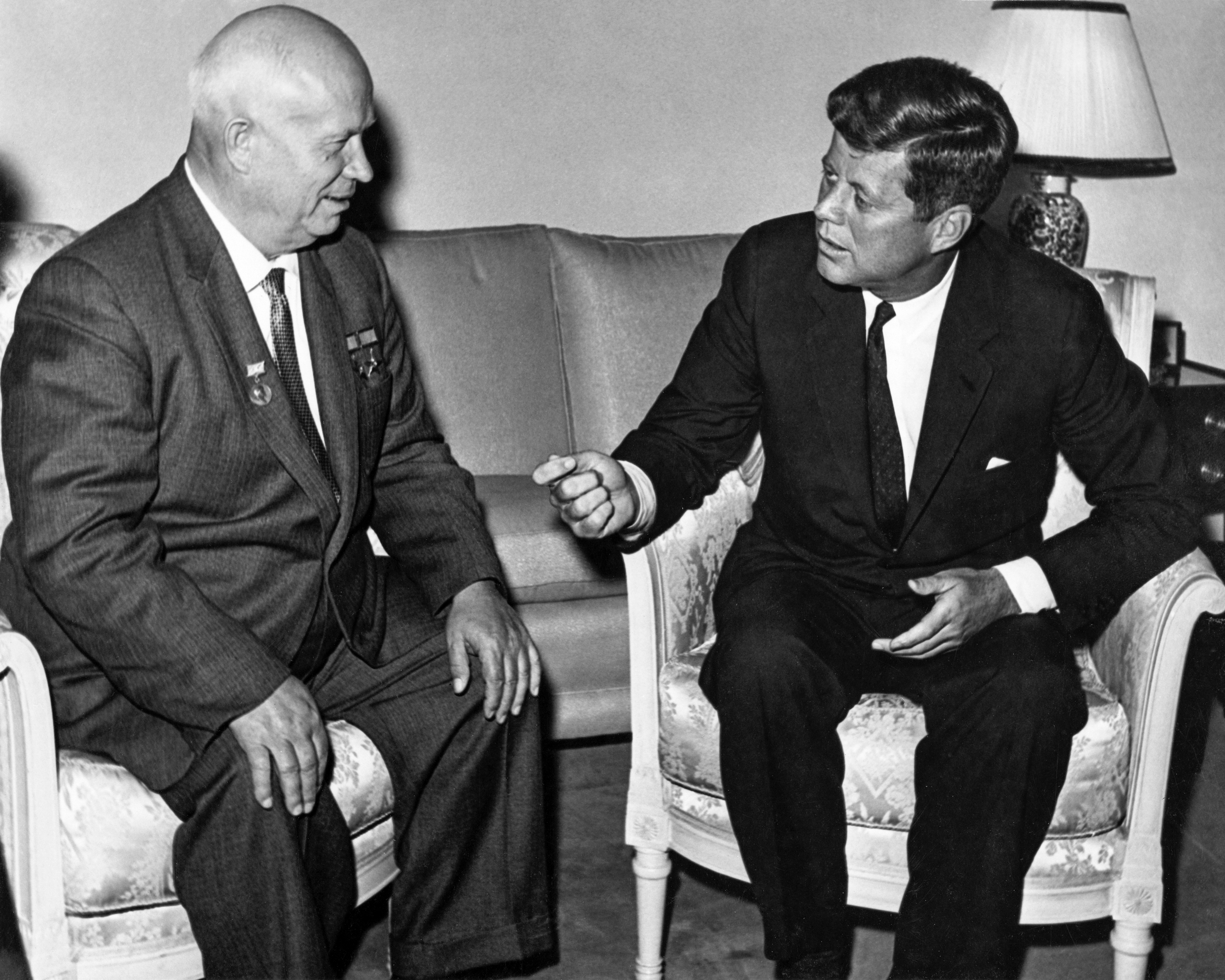
1961年约翰·F·肯尼迪会晤尼基塔·赫鲁晓夫

1958年11月27日，赫鲁晓夫在克里姆林宫记者招待会上发言，称西柏林“已经成为东德的一个恶性肿瘤”，苏联已经“决定动一下手术，切除这个恶性肿瘤”。他要求美国、英国、法国承认德意志民主共和国（东德），并要求它们在六个月内撤出西柏林的驻军，使西柏林成为自由市，否则苏联会把西柏林的过境检查改由东德负责，意为封锁西德到西柏林的通道。美国总统德怀特·艾森豪威尔对此毫不示弱，表示将不惜以战争保卫西柏林，苏美关系一度陷入紧张。1959年1月，苏联部长会议副主席米高扬访问美国，使双方紧张的对立情绪得到缓和。同年5月，美英法苏四国于日内瓦举行四国外长会议，双方未能对德国问题取得任何协议，但苏联方面取消了六个月的限期。期间，艾森豪威尔向赫鲁晓夫发出来美国做一次访问的邀请。

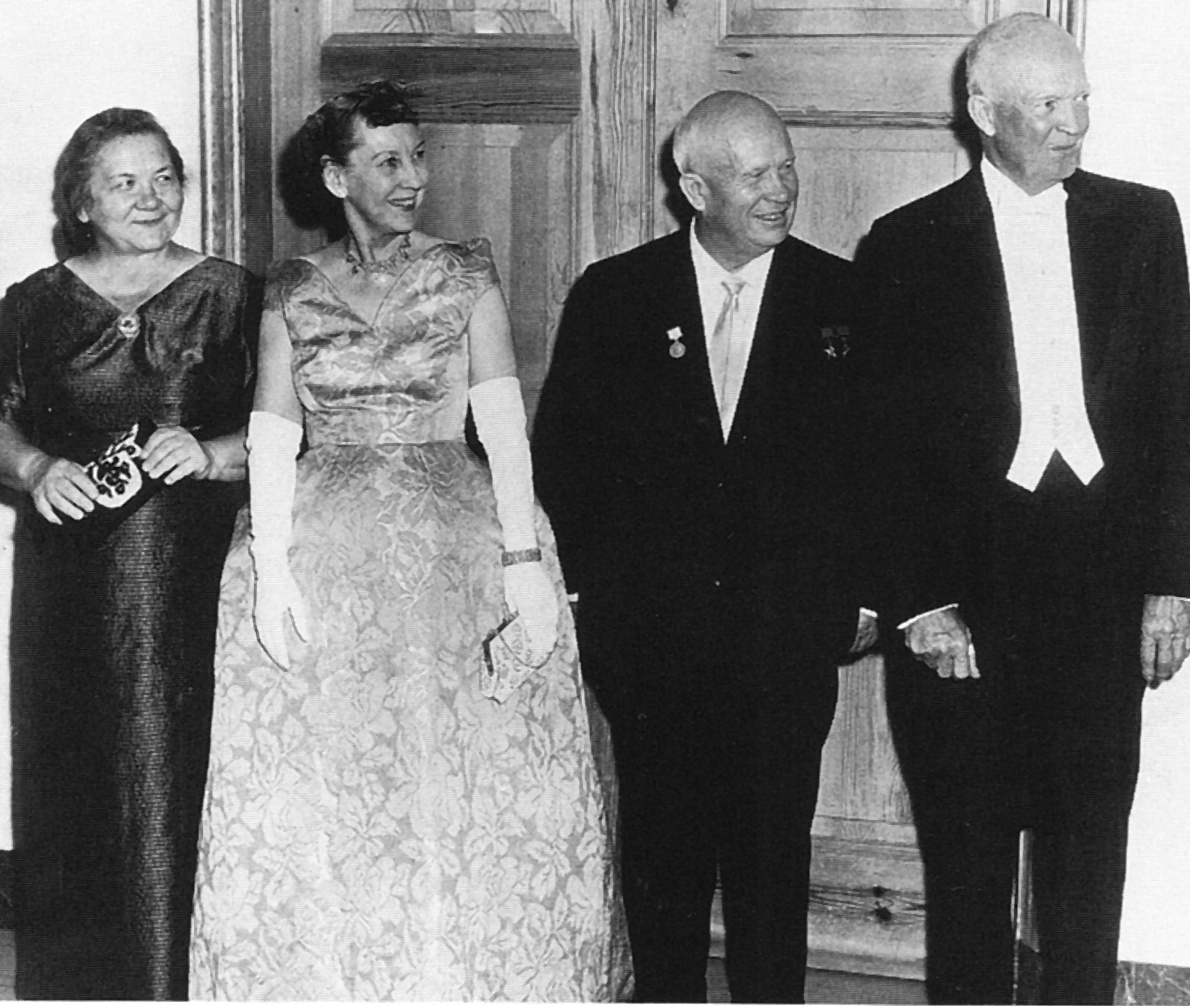
尼娜·赫鲁晓娃、玛米·艾森豪威尔、尼基塔·赫鲁晓夫、德怀特·艾森豪威尔在国宴上，1959年

在1959年7月23日于莫斯科举行的美国国家博览会开幕式上，赫鲁晓夫与时任美国副总统的理查德·尼克松展开过一场著名的关于美苏意识形态和核战争的论战，史称“厨房辩论”。尼克松借展览会上的美式房屋、家用电器向观众展示资本主义制度下美国的富裕和多样化，而赫鲁晓夫则针锋相对的声称社会主义制度下的苏联人民只在意物品是否实用，并拥有同样富裕和更加平等的生活，最后双方为废除军备竞赛、和平竞争的意见达成一致。
1959年9月15日，赫鲁晓夫应美国总统艾森豪威尔的邀请访问美国，携妻子儿女乘坐飞机抵达美国马里兰州安德鲁空军基地，这是苏联领导人对美国的第一次正式访问。赫鲁晓夫访美是美苏缓和的标志。随后苏联代表团参观纽约、洛杉矶、旧金山、艾奥瓦州、得梅因、匹兹堡，最后回到华盛顿特区。赫鲁晓夫在访问期间结识了美国各界名流，同时他四处发表演说呼吁苏美和平共处，接受美国民众的欢迎和质疑。行程的最后，赫鲁晓夫于戴维营与艾森豪威尔展开会谈。双方对柏林问题达成一份协议：苏联撤回要求西方国家撤出柏林的最后通牒，美国承诺柏林现在的局面不会无限期维持下去。9月27日，赫鲁晓夫一行乘飞机返回苏联莫斯科。
他多次访问美国等西方国家，但他的对外政策仍然导致美苏核对抗，他是冷战期间的苏联主要领导人；第二次柏林危机、古巴导弹危机等事件的主要策划者。

#### 中华人民共和国
1953年9月赫鲁晓夫担任苏共中央第一书记后，急需得到中国共产党支持。据俄罗斯解密档案记载，1954年9月赫鲁晓夫首次来华前主持召开苏共中央主席团（政治局）会议，决定对华大幅增加援助作为礼物。果然，在这次来华参加中华人民共和国成立5周年庆典期间，赫鲁晓夫改变了斯大林过去大国沙文主义做法，废除中苏关系中一些不平等约定，议定从旅顺撤军和交还基地，该月，赫鲁晓夫率苏联政府代表团到中国参加中华人民共和国建国五周年庆典，并进行国事访问。9月25日，即苏联政府代表团出发的前两天，苏共中央主席团工作人员还在进行有关协定最终方案和其他有关文件的修改和整理。尽管苏联最高苏维埃主席团主席伏罗希洛夫等一些人对归还旅顺基地持反对意见，但赫鲁晓夫仍力主归还。他表示，没有包括归还旅顺基地这些实际内容，苏联派如此高级的代表团去北京参加庆典、同毛泽东会谈，将变得毫无意义。在赫鲁晓夫的带动下，苏共中央主席团其他成员也发表了大致相同的意见。最后，伏罗希洛夫才勉强在文件上签了字。
10月12日，中苏双方在北京发表了《关于中苏举行会谈的公报》和《关于旅顺口海军根据地问题的联合公报》。《联合公报》指出：“苏联军队的撤退和旅顺口海军根据地的设备移交给中华人民共和国应于一九五五年五月三十一日前完成”。
在中国第一、第二个五年计划时期，苏联援华重点是称为“156项重点工程”基础工业设施建设。这些项目机器设备，主要是以货物贸易而不是以贷款交付，而提供技术是免费。1952年中国制定“一五”计划时，斯大林同意帮助建设141项重点工程，1954年赫鲁晓夫又追加15项并提升质量，成为奠定中国工业化基础的著名“156项”。后来落实工程共150项，其中44项是军工企业，包括陆海空三军各种主战装备制造厂。赫鲁晓夫时代对中国提供最重要的援助，是帮助建造核弹、导弹生产企业和相应技术。
据前些年已经解密俄罗斯档案记载，赫鲁晓夫不顾军方坚决反对，决定向中国提供原子弹生产技术，帮助建立核工厂。从1957年末起，苏联开始履行协议，对华提供了P-2导弹作为中国导弹事业起步最早样品。翌年，苏联又向中国提供所需核工业设备，并派出近千名专家，建成湖南和江西铀矿、包头核燃料棒工厂及酒泉研制基地、新疆核实验场，中国进入核工业建设和研制核武器新阶段。1953年至1957年，中国实施第一个五年计划。这是中华人民共和国奠定工业化初步基础重要时期。在遭受全球大多数资本主义国家封锁、禁运环境下，中国通过等价交换外贸方式，接受苏联和东欧国家资金、技术和设备援助。建设以“156项”为核心近千个工业项目，使中国以能源、机械、原材料为主要内容的重工业在现代化道路上迈进了一大步。以“156项”为核心、以900余个大中型项目（限额以上项目）为重点工业建设，使中国建立独立自主工业体系雏形。从1950年第一个项目开始建设，到1969年“156项”实际实施150项全部建成，历时19年。其中建设高潮在第一个五年计划期间。至1957年底，“156项工程”中有一半以上项目已按期全部建成或部分建成投产，在社会建设中发挥重要作用。
1958年夏天，中共要求蘇聯提供承諾給予的核武器及核潛艇，赫鲁晓夫向中国政府提出苏联军舰停靠中国港口、在中国建立指挥苏联潜艇的长波电台等要求，被中国领导人视为意图控制中国而加以拒绝，赫則無法理解毛的激烈反應，特別是蘇聯剛答應提供給中國潛艇技術的前提下。1959年6月，赫鲁晓夫停止向中国提供原子弹技术资料（参见“596工程”）。赫鲁晓夫结束访美行程后，9月30日从莫斯科启程访问中华人民共和国。10月2日，与中国领导人会谈 。1960年，苏联撤走全部驻华专家，撤销一切同中国已签订的援助协议。1958年，中国发动三面红旗“总路线、大跃进、人民公社”，苏联塔斯社记者将这种情况向赫鲁晓夫作了汇报，赫鲁晓夫戲稱「蘇聯的共產主義是吃馬鈴薯烧牛肉，中國的共產主義是喝大鍋清水湯」。1963年中苏关系破裂的真实情况暴露后毛泽东称赫鲁晓夫为“现代修正主义”。
1963到1964年，由於赫魯曉夫執政的蘇共與毛澤東執政的中共在路線上存在歧異，雙方就理論正統性與合理性進行一連串爭辯，中共方面發表《九评苏共》等三篇文章，指责赫鲁晓夫批判斯大林和搞经济改革，是在搞修正主义即假社会主义，背叛马克思列宁主义。霍查领导下的阿尔巴尼亚公开支持中国谴责苏联。赫鲁晓夫主张东西方缓和，以避免核战争。对外主张“三和路线”，即和平共处、和平竞争、和平过渡。此举被毛泽东视为修正主义，因为在毛泽东看来，帝国主义是必然要灭亡的。资本主义阵营拥有原子弹并不可怕，社会主义阵营的核威慑能力可以有效阻止核战争的爆发。从根本上来讲，毛泽东的和平观点跟赫鲁晓夫是不同的，以毛泽东的观点而论，能够保卫和平、防止自己国家被侵略，恰恰是由于自己强大的自卫能力，包括核反击能力使敌人不敢发动战争；赫鲁晓夫则担心核战争毁灭全人类。
中蘇論戰至赫魯曉夫下台後仍持續進行。赫鲁晓夫在1964年被勃列日涅夫赶下台，虽然在毛泽东领导下的中华人民共和国、霍查领导下的阿尔巴尼亚和金日成领导下的朝鲜看来仍然是修正主义的延续，是“没有赫鲁晓夫的赫鲁晓夫主义”（朝鲜是在内部文件中谴责苏联为修正主义，但在公开场合中于苏联和中国之间左右逢源，来回摇摆，保证自身的最大利益。直到邓小平和阿利雅于1980年代分别在中国和阿尔巴尼亚上台执政并进行经济改革，苏修这一说法才被废止不用）但在西方各国和苏联国内的主流观点看来，勃列日涅夫上台却被视为是斯大林主义的恢复，主要体现在之后的勃列日涅夫主义和苏联共产党官僚“干部队伍的稳定”，一直持续到80年代末期戈尔巴乔夫实施改革开放政策，最后苏共下台为止。

#### 日本
蘇聯方面在1956年與日本達成外交協議，發表《日蘇共同宣言》，蘇聯與日本恢復外交關係，並接受日本加入聯合國。同時日蘇雙方亦就二戰期間被紅軍俘虜之日本戰俘進行交涉，蘇聯將部分人士釋放回日本。不過蘇聯就日本由於南千岛群岛領土問題關係，雙方始終沒有正式簽訂和平條約，而且雙方往後在南千島群島問題上也沒有實質進展。

## 下台
1964年10月14日，当赫鲁晓夫在黑海之滨渡假时，列昂尼德·伊里奇·布里茲涅夫等人在莫斯科发动政变（據已故克格勃主席謝米恰斯內的回憶錄指出，勃列日涅夫提議謝氏用不同手段暗殺赫魯曉夫，但謝氏不同意），赫鲁晓夫被免除一切职务，强迫“退休”，成为“特殊养老金领取者”，自此从公众视野中消失。
下台后郁郁寡欢的赫鲁晓夫在乡间隐居，在软禁状态下的他在这段期间撰写回忆录，详细记述自己的政治生涯，揭露很多重大事件的内情。在被克格勃发现后，时任总书记列昂尼德·伊里奇·布里茲涅夫严禁其从事回忆录写作，并采取窃听等手段来加强监视其言行。赫鲁晓夫对此抗议说：“连我家的廁所都有窃听器！你们花费人民纳的税金，就是为了窃听我的屁聲吗？”被激怒的赫鲁晓夫毫不让步，直到把个人回忆录完成。他的家人在苏联克格勃没收书稿与录音带的情况下，秘密将书稿复印件运送到西方由利特尔·布劳恩公司出版。

## 去世
1971年9月11日，赫鲁晓夫在莫斯科他家附近的一家医院因心肌梗塞去世，终年77岁，葬于新圣女修道院公墓。当时的苏联各大报纸在报道中甚至没有明显突出他的名字，而群众的大规模瞻仰，竟使得勃列日涅夫下令关闭新圣女公墓。

## 著作
代表作
- 《关于个人崇拜及其后果》苏共二十大秘密报告1956

文集
- 《赫鲁晓夫言论》，中文版共15集，世界知识出版社

自传
- 《赫鲁晓夫回忆录》（上下册），中文版1988年中国广播电视出版社
- 《赫鲁晓夫回忆录续集-最后的遗言》1974，中文版1988年东方出版社
- 《赫鲁晓夫回忆录》（全三卷），中文版2006社会科学文献出版

## 继承
赫鲁晓夫的继任者勃列日涅夫几乎将赫鲁晓夫任内的改革全部取消。赫鲁晓夫女婿阿列克谢·伊万诺维奇·阿朱别伊曾任《共青团真理报》（1957-1959）和《消息报》主编。

## 轶闻

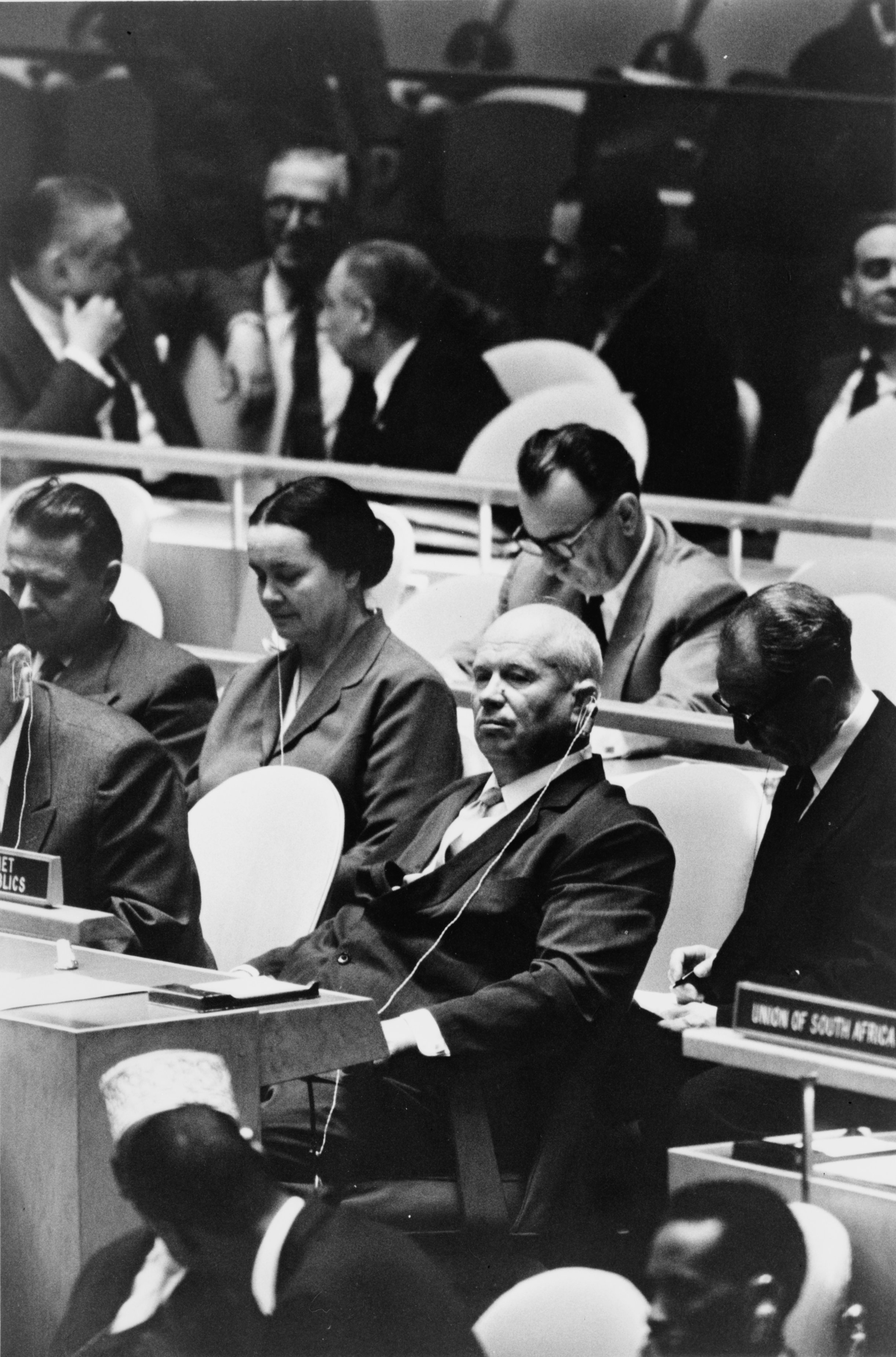
出席联大会议的赫鲁晓夫（1960年9月22日，敲桌事件前约三周）

- 在1960年10月联合国大会会议期间，当菲律宾代表发言抨击苏联在东欧幹的正是他们所反对的殖民主义时，赫鲁晓夫用皮鞋敲打桌子，表示抗议。這成为著名的敲桌事件。然而，传闻有多种版本：

1. 赫鲁晓夫在手拿皮鞋敲打的同时，他的两只脚上其实都穿着皮鞋。根据其后人的回忆，这只鞋是旁边一个阿拉伯代表所穿，只是这个代表开会的时候正在睡觉，其后赫鲁晓夫承诺每年给这名代表一双新的皮鞋。
2. 赫鲁晓夫當時只有揮舞鞋子，並非拿鞋敲桌。
3. 廣泛流傳的赫鲁晓夫挥舞鞋子的照片其實是假造的，是在赫鲁晓夫挥舞的空手上後製加入鞋子的影像。

- 赫鲁晓夫关注农牧业，對玉米情有獨鍾，认为美国人大量种植玉米大力發展畜牛業，苏联人也不该落后，继而在全国推广玉米运动，史称“开发处女地运动”，但这项运动最终因无视苏联的自然条件和经济规律而招致惨重失败，并给里海东部地区及哈萨克斯坦境内的生态环境造成灾难性影响。赫鲁晓夫時不時拿著玉米穗的樣子很多都被拍下照片留存，被人民取了個绰号為（玉米）。在中文互联网上，因为这原因被网友戏称为“苏穗宗”。[24]
- 赫鲁晓夫直至下野后登记户口时，民警才发现他与夫人尼娜·彼得罗夫娜没有做过正式的婚姻登记。
- 在中国大陸，中国共产党主席毛泽东认为時任中國國家主席劉少奇想要搞修正主义，是党内最大的走资本主义道路的当权派，是中国的赫鲁晓夫。[25]

## 评价
中国共产党中央委员会主席毛泽东在多次和赫鲁晓夫打交道后评价他说：“赫鲁晓夫有胆量，这个人也能捅娄子。我看他多灾多难，将来日子可能也不好过。”，“我跟斯大林只打个平手，我跟赫鲁晓夫较量还是略占上风。”“从同赫鲁晓夫这么多次接触看，这个人不大懂马列主义，比较浮浅，不大懂阶级分析的方法，有点像新闻记者，容易变。”
1980年8月，中共中央副主席、全国政协主席邓小平接受意大利记者法拉奇采访。法拉奇问：“西方有人说您是中国的赫鲁晓夫！您对此有何看法？”邓小平爽朗大笑说：“我对赫鲁晓夫是了解的，我个人同他打了十年交道，我是了解这个人的，把我比作赫鲁晓夫是愚蠢的。”
勃列日涅夫时代尽管苏联的生活水平继续上升，但主要是因为重工业发展，农业仍继续衰落，当面对粮食危机（特别是1972和1975年）时勃列日涅夫采取赫鲁晓夫的做法——从西方买粮以避免饥荒。赫鲁晓夫的改革使得苏联社会重新焕发活力才有后来勃列日涅夫时代的短暂繁荣。俄国人对赫鲁晓夫的看法很复杂，据某项调查显示俄国人对20世纪仅认同的两个年代分别是俄罗斯帝国的尼古拉二世时代和苏联的赫鲁晓夫时代。
1954年，曾經在烏克蘭長年工作的赫魯曉夫，以俄罗斯和乌克兰合并300周年為理由，把原屬俄羅斯的克里米亞半島作為禮物劃歸烏克蘭，由於克里米亞以至烏克蘭東部都以俄語人口佔多數，此舉埋下烏克蘭境內民族糾紛和分裂的伏線。1991年烏克蘭脫離蘇聯獨立，境內俄烏兩大民族對立加劇。2014年，烏克蘭的親俄政府倒台後，隨即發生克里米亞危機。以俄羅斯人為多數的克里米亞宣布獨立，並於3月16日舉行公投，決議加入俄羅斯。俄羅斯總統普京表示批准克里米亞加入俄羅斯聯邦，普京公開抨擊赫魯曉夫把克里米亞送給烏克蘭是錯誤決定，是歷史上的不公正。
苏联著名政治家费奥多尔·布尔拉茨基写道：“赫鲁晓夫不仅是环境的牺牲者，而且也是其性格的牺牲者。急性子、过于匆忙、容易激动，这是他无法克服的缺点。”他还引证1956年赫鲁晓夫和布尔加宁访问英国期间，在苏联大使馆举行招待会上，丘吉尔对赫鲁晓夫说的话：“赫鲁晓夫先生，您在着手大规模改革，这当然好！我只是想劝您不要操之过急。靠跳跃两步跨越鸿沟是相当难的，还可能会坠入沟中。”“我（布尔拉茨基）冒昧地试着以个人名义补充一句：当你没有看清，准备跳到那个岸上时，是不能跨越鸿沟的。”
赫鲁晓夫死后葬于莫斯科新圣女修道院公墓，墓碑整体由黑白两色构成。左边是截成三块的白色大理石相交叠，右边由四块黑白相间的方形花岗石摞成。赫鲁晓夫头像置于黑白组合的花岗岩方洞中。黑白两种不同的色彩，似乎是雕塑家对赫鲁晓夫一生功过参半的评判。